# Maria Alice Vergueiro
Maria Alice Monteiro de Campos Vergueiro (São Paulo, 19 de janeiro de 1935 — São Paulo, 3 de junho de 2020) foi uma pedagoga, professora universitária e atriz brasileira de teatro com uma extensa carreira nos palcos, no cinema e na televisão.

## Vida pessoal
Membro da tradicional família Campos Vergueiro, Maria Alice tem sangue quatrocentão. No entanto, durante sua criação, sua família tinha poder aquisitivo de classe média alta.
Era filha de Nicolau Pereira de Campos Vergueiro Neto e de Maria Antônia Borges, sendo pentaneta do senador Vergueiro, um dos mais influentes políticos do Império do Brasil (1822-1889), e sobrinha-trineta do barão de Vergueiro e visconde de Vergueiro. Também vem a ser pentaneta do barão de Antonina e sobrinha-pentaneta do barão de Ibicuí. Para além disso, o irmão de seu pai, o ator, compositor e roteirista Carlos Vergueiro, foi um dos fundadores do Teatro Brasileiro de Comédia, e seus primos, Guilherme e Carlinhos Vergueiro, também são artistas, além de Maria Alice ser tia de segundo grau da cantora e apresentadora Dora Vergueiro e da jornalista Maria Clara Vergueiro.
Casou-se com Sílvio de Almeida, com quem teve dois filhos, Maria Sílvia e Roberto Vergueiro de Almeida.
Maria Alice Vergueiro morreu no Hospital das Clínicas de São Paulo, aos 85 anos. Foi vítima de pneumonia após ficar internada na UTI com suspeita de coronavirus.

## Carreira artística
Estreou em teatro no ano de 1962, no espetáculo A Mandrágora, sob a direção de Augusto Boal. Depois, sua carreira em teatro passou pelo Teatro Oficina, onde atuou na histórica montagem de O Rei da Vela, de Oswald de Andrade), sob a direção de José Celso Martinez Corrêa, que veio a se transformar em filme.
Atuou junto ao Living Theatre. Foi fundadora, ao lado de Luiz Roberto Galízia e Cacá Rosset, do Teatro do Ornitorrinco, onde atuou em diversos espetáculos.
Maria Alice também professora de teatro na Escola de Aplicação da Faculdade de Educação da Universidade de São Paulo e na Escola de Comunicações e Artes (ECA) da mesma universidade.
É conhecida no teatro paulistano como dama do underground ou velha dama indigna. Esteve presente como atriz em alguns dos mais importantes e instigantes espetáculos da cena paulistana nos últimos 40 anos. Entre eles: O Rei da Vela (José Celso Martinez Corrêa), Mahagony Songspiel (Cacá Rosset), Electra Com Creta, Katastrophé (Rubens Rusche),  e outros.
Além de fundadora, foi atriz do Teatro do Ornitorrinco e assistente de direção de Cacá Rosset em Sonho de Uma Noite de Verão. Em 1992, atuou e dirigiu o espetáculo O Amor de Dom Perlimplim com Belisa em seu Jardim (Federico Garcia Lorca), inaugurando o Núcleo 2 da companhia no qual contava com a colaboração de vários profissionais que também passaram pelo Núcleo 1: Ricardo Castro, Luciano Chirolli, Gerson Steves; além de Rosana Seligman e Wanderley Piras.
Em 1995 dirigiu a peça Quíntuplos, ainda pelo Núcleo 2, com Christiane Tricerri, Luciano Chirolli e outros. Em 2002, já afastada do Ornitorrinco, adaptou Mãe Coragem, no qual atuou sob a direção de Sérgio Ferrara ao lado de Rubens Caribé, José Rubens Chachá e outros.
Em 1987, quando interpretou Lucrécia em Sassaricando, contracenava com um núcleo de atores e atrizes de trajetória eminentemente teatral, entre os quais Ileana Kwasinski, Jandira Martini e Paulo Autran.
Recentemente ficou mais conhecida pelo curta-metragem Tapa na Pantera, dirigido por Esmir Filho, Mariana Bastos e Rafael Gomes, no qual interpreta uma senhora que fuma maconha há trinta anos e fala sobre suas experiências com a droga, personagem criado pela própria atriz. O curta fez sucesso na internet em menos de uma semana após ter sido posto no site YouTube (sem a permissão dos autores).
Protagonizou em 2016 o curta-metragem Rosinha, dirigido por Gui Campos. O filme recebeu mais de 40 prêmios nacionais e internacionais, inclusive o Prêmio Especial do Júri no 44º Festival de Gramado.

### No teatro
| Ano       | Título                                                                                       |
| --------- | -------------------------------------------------------------------------------------------- |
| 1962      | A Mandrágora                                                                                 |
| 1964      | A Ópera de Três Vinténs, de Bertolt Brecht                                                   |
| 1965      | A Grande Chantagem                                                                           |
| 1967      | O Rei da Vela, de Oswald de Andrade. Direção de Zé Celso Martinez Correa                     |
| 1972      | Gracias, Señor. Criação Coletiva, direção de Zé Celso Martinez Correa                        |
| 1973      | O Casamento do Pequeno Burguês                                                               |
| 1975      | Galileu Galilei. Direção de Zé Celso Martinez Correa                                         |
| 1977      | Delírio Tropical                                                                             |
| 1977      | Os Mais Fortes, adpatação de A Mais Forte, de August Strindberg                              |
| 1977      | Teatro do Ornitorrinco Canta Brecht e Weillcom direção de Cacá Rosset e Luiz Roberto Galízia |
| 1978      | A Ópera do Malandro, de Chico Buarque de Hollanda                                            |
| 1981      | O Percevejo. Direção Luís Antônio Martinez Corrêa                                            |
| 1982      | O Lírio do Inferno                                                                           |
| 1983      | Mahagonny Songspiel, de Bertolt Brecht, com direção de Cacá Rosset                           |
| 1983      | O Belo Indiferente, de Jean Cocteau, com direção de Cacá Rosset                              |
| 1985      | O Gosto da Própria Carne                                                                     |
| 1986      | Eletra Com Creta, com direção de Gerald Thomas                                               |
| 1986      | Katastrophé, direção de Rubens Rusche                                                        |
| 1988      | A Velha Dama Indigna, com direção de Cacá Rosset                                             |
| 1989      | E Ponha o Tédio no...Ó                                                                       |
| 1989      | O Doente Imaginário, de Molière, com direção de Cacá Rosset                                  |
| 1991      | Sonho de Uma Noite de Verão, de Shakespeare, codiretora com Cacá Rosset                      |
| 1992      | O Amor de Dom Perlimplim com Belisa em seu Jardim, de Federico Garcia Lorca, sob sua direção |
| 1994      | A Comédia dos Erros, de William Shakespeare, com direção de Cacá Rosset                      |
| 1996      | No Alvo                                                                                      |
| 1998      | O Avarento, com direção de Cacá Rosset                                                       |
| 1999      | Sabah das Bruxas                                                                             |
| 2002      | Mãe Coragem e Seus Filhos, com direção de Sérgio Ferrara                                     |
| 2003      | Temporada de Gripe, com direção de Felipe Hirsch                                             |
| 2005      | O Clássico da Vanguarda: documentação e história                                             |
| 2005      | Vigília Literária                                                                            |
| 2008-2011 | As Três Velhas de Alejandro Jodorowsky, sob sua direção                                      |
| 2017      | Why The Horse?, sob sua direção                                                              |

### No cinema
| Ano  | Título                              | Personagem                 |
| ---- | ----------------------------------- | -------------------------- |
| 1974 | Amor e Medo                         |                            |
| 1978 | O Bom Marido                        | Freguesa do camelô         |
| 1980 | Maldita Coincidência                |                            |
| 1980 | Muito Prazer                        | Mãe                        |
| 1983 | O Rei da Vela                       | Dona Cesarina              |
| 1983 | Do Outro Lado da Vida               |                            |
| 1984 | Divina Previdência                  |                            |
| 1985 | Non Plus Ultra                      |                            |
| 1987 | Urubus e Papagaios                  | Dona Matilde               |
| 1987 | Carlota Amorosidade                 |                            |
| 1988 | Romance                             | Amiga de Paulo César       |
| 1991 | O Corpo                             | mulher do chefe da polícia |
| 1991 | Olímpicos                           | Jogadora de pôquer         |
| 1992 | Perfume de Gardênia                 |                            |
| 1992 | PK Cadeia                           | Ouvinte                    |
| 1995 | Disseram que voltei...Americanizada |                            |
| 1997 | A Grande Noitada                    | Brunhilde                  |
| 2000 | Cronicamente Inviável               | Senhora do atropelamento   |
| 2004 | Ato II Cena 5                       | atriz                      |
| 2005 | Tudo o Que É Sólido Pode Derreter   | Dona do sebo               |
| 2006 | Tapa na Pantera                     | Pantera                    |
| 2008 | Relicário                           | Avó                        |
| 2009 | Quanto Dura o Amor?                 | Síndica                    |
| 2010 | Topografia de um Desnudo            | Mendiga                    |
| 2011 | César!                              | Professora                 |
| 2013 | Jogo das Decapitações               | Renata                     |
| 2014 | Rubras Mariposas                    | Jussara                    |
| 2016 | Rosinha                             | Rosinha                    |
| 2018 | Górgona                             | Ela mesma                  |
| 2019 | Vergel                              | Mãe (voz)                  |

### Na televisão
| Ano  | Título                            | Personagem             | Notas                 |
| ---- | --------------------------------- | ---------------------- | --------------------- |
| 1987 | Sassaricando                      | Lucrécia Abdala Varela |                       |
| 1988 | Bebê a Bordo                      | carcereira             | Participação especial |
| 1996 | Brava Gente                       | Elisinha               |                       |
| 2007 | O Sistema                         | Leda "Rabsicocha" J.   |                       |
| 2009 | Tudo o que É Sólido Pode Derreter | Diabo                  |                       |
| 2010 | Elvirão Ou Como Vovó Já Dizia     | Elvirão                |                       |
| 2016 | Condomínio Jaqueline              | Síndica maconheira     |                       |

### No YouTube
| Ano  | Título |
| ---- | --- |
| 2006 | Tapa na Pantera um dos famosos vídeos do YouTube, por sua ficcional defesa da maconha - três minutos e trinta e quatro segundos.                       |
| 2014 | Os Últimos Desejos da Kombi Tem grande participação, onde narra o comercial impactante da despedida da Kombi (Carro famoso produzido pela Volkswagen). |